# Head-scissors
head-scissors (ヘッド・シザーズ)は、SHAKALABBITSのメジャー1枚目、通算4枚目のシングルで、UNIVERSAL MUSICから2002年11月6日に発売。

## 解説
虹が語る夢はSHAKALABBITSの曲で初めてTAKE-Cが参加した曲。ヘッド・シザーズは絞め技、プロレス技である。 "head-scissors" のMV撮影の際メンバーでUNOをしたのだが、正式加入したTAKE-Cが大負けしたためもう1度サポートギターにもどった。
そのときのツアーのタイトルはプロレス技の足4の字固めという意味の“FIGURE 4 LEG★ROCK★TOUR”。本当は固めるなので "LOCK" なのだがそこを "ROCK" にしている。

## 収録曲
1. head-scissors
作詞：UKI 作曲：MAH
2. C#major
作詞：UKI 作曲：MAH
3. Delorean
作詞：UKI 作曲：MAH
4. 虹が語る夢
作詞：UKI 作曲：SHAKALABBITS

## 収録アルバム
- MUSHROOMCAT RECORD (#1,4)

## ジャケット
ジャケットはうさぎのマスクを被ってMVの衣装を着たUKIがワニにヘッド・シザーズをしているというのがそのまま絵になっている。